# Powiat koszaliński

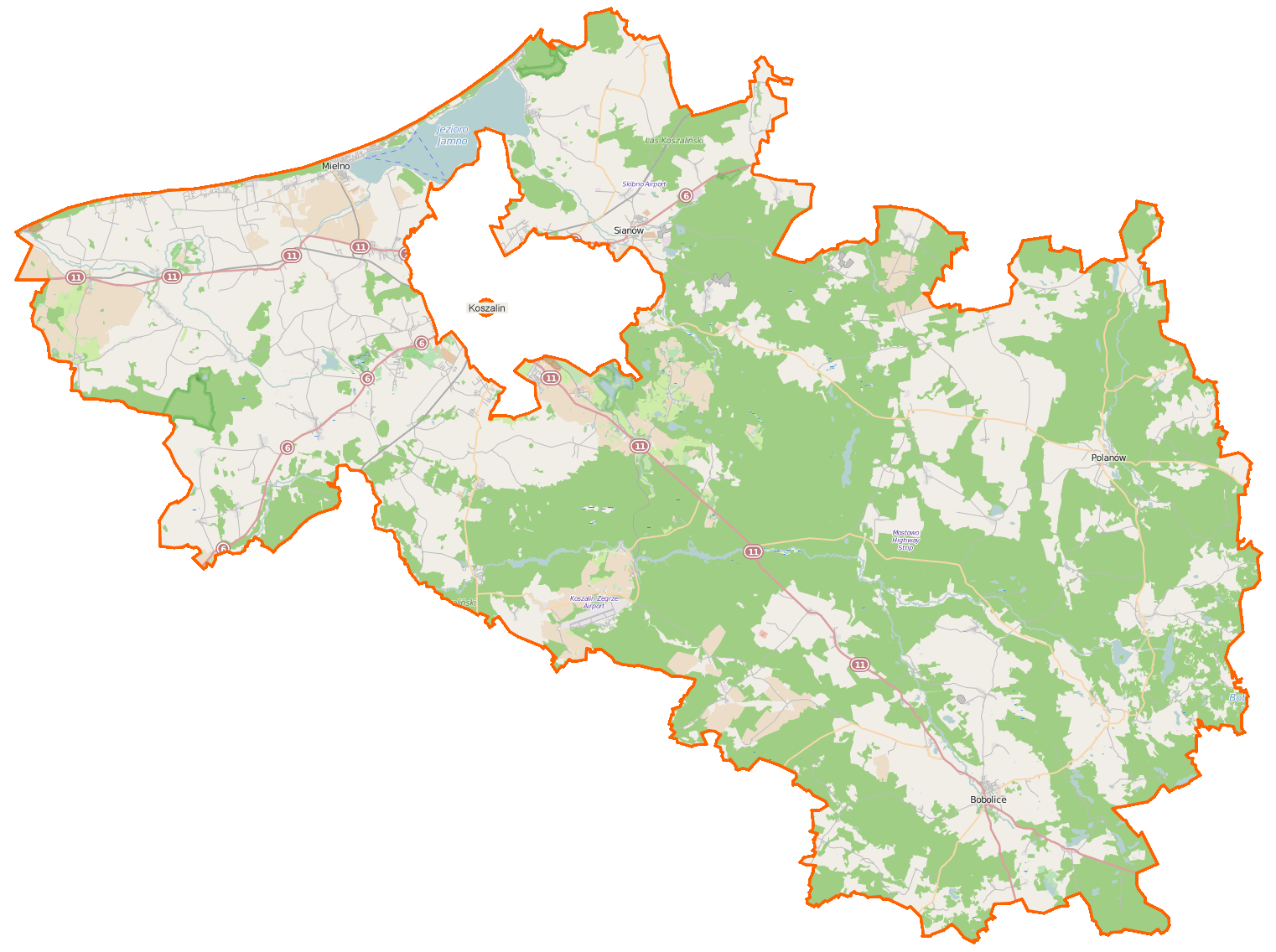
Mapa powiatu

Powiat koszaliński – powiat w północno-zachodniej Polsce (województwo zachodniopomorskie), utworzony w 1999 roku w ramach reformy administracyjnej. Jego siedzibą jest miasto Koszalin. Powiat położony jest na Wybrzeżu Słowińskim oraz na Równinie Białogardzkiej i Równinie Słupskiej. Powiat posiada dużą nadmorską bazę wypoczynkową (gm. Mielno), liczne gospodarstwa agroturystyczne, a w części południowej dominuje przemysł drzewny. Koszalin jest miastem na prawach powiatu i nie wchodzi w skład powiatu koszalińskiego.
Według danych z 1 stycznia 2010 powierzchnia powiatu wynosi 1653,40 km².
W skład powiatu wchodzą:
- gminy miejsko-wiejskie: Bobolice, Mielno, Polanów, Sianów
- gminy wiejskie: Będzino, Biesiekierz, Manowo, Świeszyno
- miasta: Bobolice, Mielno, Polanów, Sianów

Według danych z 31 grudnia 2019 r. powiat miał 66 480 mieszkańców.

## Demografia

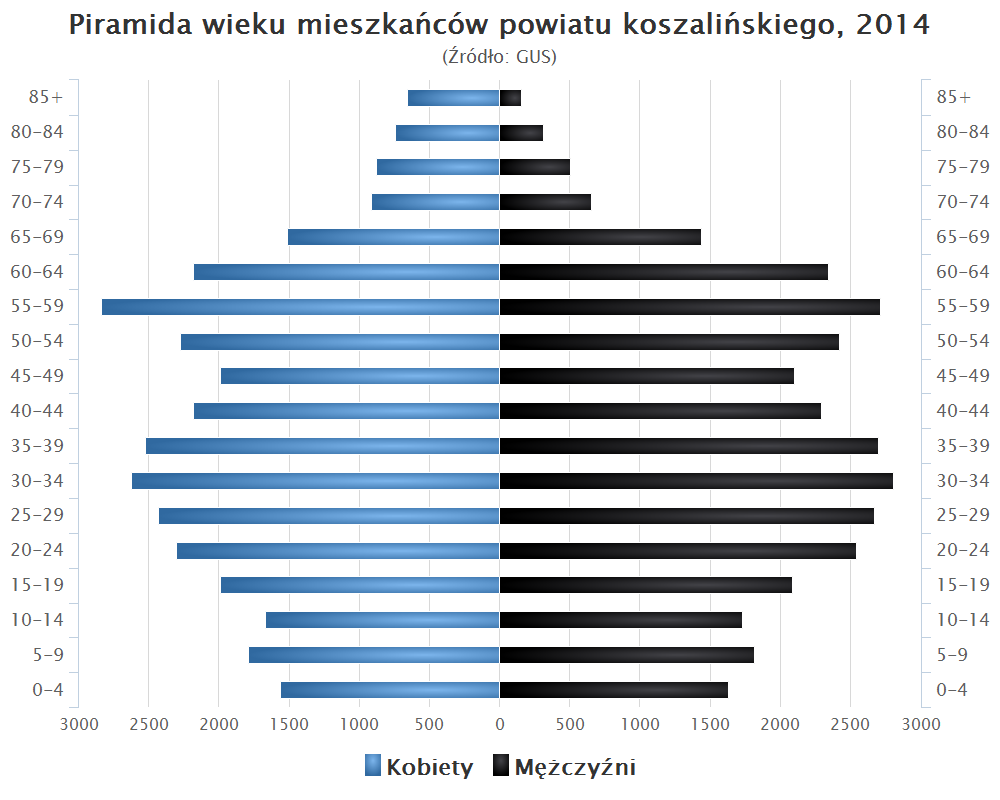
Piramida wieku mieszkańców powiatu koszalińskiego w 2014 roku

Liczba ludności (dane z 30 czerwca 2005):
|        | Ogółem | Ogółem | Kobiety | Kobiety | Mężczyźni | Mężczyźni |
| osób   | %      | osób   | %       | osób    | %         |           |
| ------ | ------ | ------ | ------- | ------- | --------- | --------- |
| Ogółem | 63 766 | 100    | 32 084  | 50,32   | 31 682    | 49,68     |
| Miasto | 13 996 | 21,95  | 7165    | 11,24   | 6831      | 10,71     |
| Wieś   | 49 770 | 78,05  | 24 919  | 39,08   | 24 851    | 38,97     |

▶Wieś vs ▶miasto
Ogółem (▶k, ▶m)
Miasto (▶k, ▶m)
Wieś (▶k, ▶m)

## Gospodarka
W końcu września 2019 liczba zarejestrowanych bezrobotnych w powiecie koszalińskim obejmowała ok. 2,2 tys. mieszkańców, co stanowi stopę bezrobocia na poziomie 10,9% do aktywnych zawodowo.
Przeciętne wynagrodzenie pracownicze w październiku 2008 r. wynosiło 2681,13 zł, przy liczbie zatrudnionych pracowników w powiecie koszalińskim – 8882 osoby. Przeciętne wynagrodzenie w sektorze publicznym wynosiło 2900,79 zł, a w sektorze prywatnym 2525,53 zł.
W 2013 r. wydatki budżetu samorządu powiatu koszalińskiego wynosiły 72,0 mln zł, a dochody budżetu 72,8 mln zł. Zadłużenie (dług publiczny) samorządu według danych na IV kwartał 2013 r. wynosiło 11,9 mln zł, co stanowiło 16,3% dochodów.

## Historia
1 stycznia 2010 roku z gminy Będzino został odłączony obszar dwóch sołectw: Jamno i Łabusz, które zostały przyłączone do Koszalina. Powierzchnia powiatu została zmniejszona o 15,02 km².

## Obiekty sportowe
Pływalnie:
- basen kryty w hotelu Unitral SPA Hotele Nadmorskie w Mielnie,
- basen kryty w hotelu Verde w Mścicach,
- basen KOSiR-u,
- aquapark „Park Wodny Koszalin” w Koszalinie.

Korty:
- korty w „Sportowej dolinie”,
- Korty przy Bałtyku,
- korty przy ZUS-ie.

## Komunikacja
- Linie kolejowe:
  - czynne: Stargard – Wejherowo (przez Skibno [k. Sianowa]), Goleniów – Koszalin (przez Będzino i Mścice), Mścice – Mielno Koszalińskie (czynna sezonowo), wąskotorowe: Koszalin Wąsk. – Manowo – Rosnowo (czynna sezonowo)
  - nieczynne, istniejące: wąskotorowe: Koszalin Wąsk. – Świelino (przez Manowo), Białogard Wąsk. – Bobolice Wąsk. (przez Świelino).
  - nieczynne, nieistniejące: Ustka – Polanów (przez Jacinki), Korzybie – Polanów, Polanów – Grzmiąca (przez Bobolice), Mielno Koszalińskie – Unieście, oraz wąskotorowe: Manowo – Gołogóra (przez Jacinki Wąsk. i Polanów Wąsk.).
- Drogi:
  - krajowe: 6: Szczecin – Gdańsk (przez Biesiekierz i Sianów), 11: Kołobrzeg – Bytom (przez Będzino, Manowo i Bobolice) oraz 25: Bobolice – Oleśnica.
  - wojewódzkie: 167: Koszalin – Tychowo (przez Świeszyno), 168: Niedalino – Drzewiany, 169: Bobolice – Byszyno, 171: Bobolice – Czaplinek, 203: Koszalin – Ustka, 205: Bobolice – Sławno, 206: Koszalin – Miastko, 208: Polanów – Barcino.

## Bezpieczeństwo
Powiat koszaliński oraz Koszalin posiadają wspólną Komendę Miejską Policji. Komisariat Policji I w Koszalinie obsługuje teren gminy Sianów i gminy Mielno, a Komisariat Policji II w Koszalinie obsługuje teren gmin: Bobolice, Polanów, Manowo, Świeszyno, Biesiekierz, Będzino. W 2009 r. wskaźnik wykrywalności sprawców przestępstw stwierdzonych w Koszalinie i powiecie koszalińskim wynosił 72,6%. W statystyce komendy miejskiej na obszarze powiatu koszalińskiego i w Koszalinie w 2009 r. stwierdzono m.in. 773 kradzieży z włamaniem, 78 kradzieży samochodów, 514 przestępstw narkotykowych.
4 gminy: Będzino, Biesiekierz, Mielno i Sianów położone są w strefie nadgranicznej. Powiat koszaliński obejmuje zasięgiem służbowym placówka Straży Granicznej w Darłowie z Morskiego Oddziału SG.
Powiat koszaliński jest obszarem właściwości Prokuratury Rejonowej w Koszalinie i Prokuratury Okręgowej w Koszalinie.
Podobnie jak w przypadku policji – powiat koszaliński i Koszalin mają wspólną Komendą Miejską Państwowej Straży Pożarnej w Koszalinie przy której funkcjonują 2 jednostki ratowniczo-gaśnicze. Na terenie powiatu działa 10 jednostek Ochotniczej Straży Pożarnej włączonych do krajowego systemu ratowniczo-gaśniczego. Ponadto poza KSRG na terenie powiatu działa 15 jednostek OSP.

## Administracja
| Gminy                                            | Liczba radnych | Liczba wyborców w 2006 |
| ------------------------------------------------ | -------------- | ---------------------- |
| gmina Będzino, gmina Mielno                      | 4              | 11 354                 |
| gmina Biesiekierz, gmina Manowo, gmina Świeszyno | 5              | 13 356                 |
| gmina Bobolice                                   | 3              | 7 674                  |
| gmina Polanów                                    | 3              | 7 127                  |
| gmina Sianów                                     | 4              | 10 256                 |
| Razem (Σ)                                        | 19             | 49 767                 |

Siedzibą władz powiatu jest miasto Koszalin (wyłączone jako osobny powiat). Organem uchwałodawczym jest Rada Powiatu w Koszalinie, w której skład wchodzi 19 radnych.
Rada Powiatu
| Ugrupowanie                           | 2002-2006   | 2006-2010 | 2010-2014 | 2014-2018 |
| ------------------------------------- | ----------- | --------- | --------- | --------- |
| Sojusz Lewicy Demokratycznej          | 10 (SLD-UP) | 1 (LiD)   | 2         | -         |
| Polskie Stronnictwo Ludowe            | 2           | 4         | 7         | 11        |
| Porozumienie Samorządowe Niezależni   | 3           | -         | -         | -         |
| Samoobrona                            | 4           | -         | -         | -         |
| Prawo i Sprawiedliwość                | -           | 4         | -         | -         |
| Platforma Obywatelska                 | -           | 4         | 5         | 7         |
| Międzygminne Porozumienie Samorządowe | -           | 1         | -         | -         |
| Powiatowe Forum Samorządowe           | -           | 5         | 5         | 1         |

Gminy powiatu koszalińskiego są obszarem właściwości Sądu Rejonowego w Koszalinie i Sądu Okręgowego w Koszalinie. Powiat koszaliński jest obszarem właściwości miejscowej Samorządowego Kolegium Odwoławczego w Koszalinie.
Mieszkańcy powiatu koszalińskiego wybierają radnych do Sejmiku Województwa Zachodniopomorskiego w okręgu nr 4. Posłów na Sejm wybierają z okręgu wyborczego nr 40, senatora z okręgu wyborczego nr 100, a posłów do Parlamentu Europejskiego z okręgu wyborczego nr 13.

## Sąsiednie powiaty
- Koszalin (miasto na prawach powiatu)
- powiat sławieński
- powiat szczecinecki
- powiat białogardzki
- powiat kołobrzeski
- powiat słupski (pomorskie)
- powiat bytowski (pomorskie)